# Henri Camara
Henri Salou Camara (Dacar, 10 de maio de 1977) é um ex-futebolista senegalês que atuava como atacante. Com 29 gols em 99 partidas pela Seleção Senegalesa, é o vice artilheiro da história dos Leões de Teranga, atrás apenas de Sadio Mané.

## Carreira
Revelado pelo Strasbourg, da França, Camara era um dos desconhecidos jogadores do Senegal na Copa do Mundo FIFA de 2002. No mundial realizado na Coreia do Sul e no Japão, o atacante foi destaque nas oitavas-de-final, marcando os dois gols (sendo um gol de ouro) na vitória de virada por 2 a 1 sobre a Suécia.

## Títulos
Grasshopper
- Superliga Suíça: 2000–01

Atromitos
- Copa da Grécia: 2010–11